# Marco van der Hulst

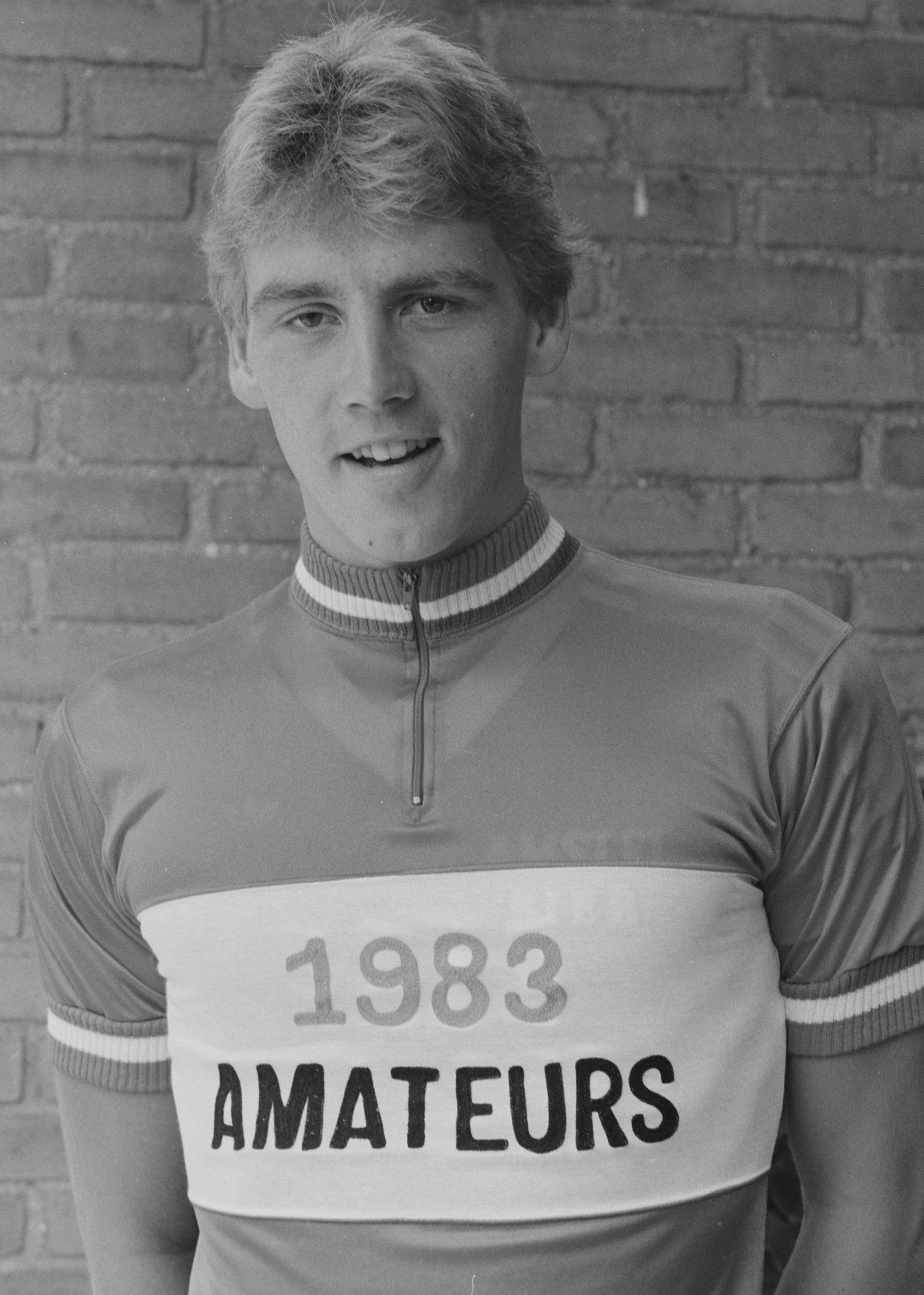
Marco van der Hulst 1983

Marco van der Hulst (* 20. Mai 1963 in Haarlem) ist ein ehemaliger niederländischer Radrennfahrer und nationaler Meister im Radsport.

## Sportliche Laufbahn
Als Junior und Amateur war er zunächst im Bahnradsport erfolgreich. Er gewann den nationalen Titel im Punktefahren 1982. 1983 siegte er in der Derny-Meisterschaft. Er errang auch den Titel im Mannschaftszeitfahren auf der Straße (unter anderem mit Theo Smit und Peter Pieters). Sein Wechsel ins Lager der Berufsfahrer verlief mit einem Etappensieg bei den Vier Tagen von Dünkirchen erfolgreich. 1986 gewann er eine Etappe der Dänemark-Rundfahrt. Bei den Olympischen Sommerspielen 1984 in Los Angeles nahm er mit Ralf Elshof, Rik Moorman und Jelle Nijdam an der Mannschaftsverfolgung teil und belegte den 10. Platz.